# 10152 Ukichiro
10152 Ukichiro (1994 RJ11) là một tiểu hành tinh vành đai chính được phát hiện ngày 11 tháng 9 năm 1994 bởi S. Otomo ở Kiyosato, Yamanashi Prefecture. Nó được đặt theo tên the Japanese physicist và low-temperature scientist Ukichiro Nakaya.